# Грузија на Летњим олимпијским играма 2012.
Грузија је учествовала на Летњим олимпијским играма 2012. у Лондону и било је то њихово 5. учешће на Летњим олимпијским играма (укупно 10).
Грузијску делегацију чинила је екипа од 35 спортиста (6 жена и 29 мушкараца) који су се такмичили у 11 спортова. Националну заставу на церемонији свечаног отварања игара 27. јула носила је репрезентативка у стрељаштву Нино Салуквадзе.
Са укупно 7 освојених медаља (једно злато, по три сребра и бронзе) Грузија је завршила на деоби 39. места које дели са Мексиком. Најуспешнији су били рвачи који су освојили чак 6 медаља, а једину златну медаљу освојио је џудока Лаша Шавдатуашвили.

## Освајачи медаља
| Медаља | Олимпијац             | Спорт | Дисциплина                | Датум      |
| ------ | --------------------- | ----- | ------------------------- | ---------- |
|        | Лаша Шавдатуашвили    | Џудо  | - до 66 кг                | 29. јул    |
|        | Реваз Лашки           | Рвање | - до 60 кг грчко-римски   | 6. август  |
|        | Владимир Хинчегашвили | Рвање | - до 55 кг слободни стил  | 10. август |
|        | Давит Модзванашвили   | Рвање | - до 120 кг слободни стил | 11. август |
|        | Манучар Цхадаја       | Рвање | - до 66 кг грчко-римски   | 7. август  |
|        | Дато Марсагишвили     | Рвање | - до 84 кг слободни стил  | 11. август |
|        | Гиорги Гогшелидзе     | Рвање | - до 96 кг слободни стил  | 12. август |

| Спорт  |   |   |   | Укупно |
| Џудо   | 1 | 0 | 0 | 1      |
| Рвање  | 0 | 3 | 3 | 6      |
| Укупно | 1 | 3 | 3 | 7      |

## Учесници по спортовима
| Спорт         | Мушкарци | Жене | Укупно |
| ------------- | -------- | ---- | ------ |
| Атлетика      | 3        | 1    | 4      |
| Бокс          | 1        | 0    | 1      |
| Бициклизам    | 1        | 0    | 1      |
| Гимнастика    | 0        | 1    | 1      |
| Дизање тегова | 3        | 0    | 3      |
| Пливање       | 1        | 0    | 1      |
| Рвање         | 13       | 0    | 13     |
| Стреличарство | 0        | 1    | 1      |
| Стрељаштво    | 0        | 1    | 1      |
| Тенис         | 0        | 2    | 2      |
| Џудо          | 7        | 0    | 7      |
| 11 спортова   | 29       | 6    | 35     |

## Атлетика
Мушкарци
| Атлетичар           | Дисциплина      | Квалификације | Квалификације | Полуфинале       | Полуфинале       | Финале           | Финале           |
| Атлетичар           | Дисциплина      | Рез.          | Плас.         | Рез.             | Плас.            | Рез.             | Плас.            |
| ------------------- | --------------- | ------------- | ------------- | ---------------- | ---------------- | ---------------- | ---------------- |
| Давид Иларијани     | 110 м препоне   | 13,90         | 8.            | Није се пласирао | Није се пласирао | Није се пласирао | Није се пласирао |
| Мациеј Росијевич    | Ходање на 50 км |               |               |                  |                  | 4:05:20          | 44.              |
| Болеслав Скиртладзе | Скок удаљ       |               |               | 7,26             | 35.              | Није се пласирао | Није се пласирао |

Жене
| Атлетичарка     | Дисциплина | Квалификације | Квалификације | Финале            | Финале            |
| Атлетичарка     | Дисциплина | Рез.          | Плас.         | Рез.              | Плас.             |
| --------------- | ---------- | ------------- | ------------- | ----------------- | ----------------- |
| Маико Гоголадзе | Скок удаљ  | БП            | –             | Није се пласирала | Није се пласирала |

Легенда: БП - без пласмана (није забележила исправан скок).

## Бициклизам
| Бициклиста       | Дисциплина     | Резултат          | Пласман           |
| ---------------- | -------------- | ----------------- | ----------------- |
| Гиорги Надирадзе | Друмска трка М | Није завршио трку | Није завршио трку |

## Бокс
| Боксер         | Категорија | 1. коло            | 2. коло            | Четвртфинале       | Полуфинале         | Финале             | Финале           |
| Боксер         | Категорија | Противник Резултат | Противник Резултат | Противник Резултат | Противник Резултат | Противник Резултат | Плас.            |
| -------------- | ---------- | ------------------ | ------------------ | ------------------ | ------------------ | ------------------ | ---------------- |
| Мераб Туркадзе | Бантам     | М. Вадахи ИЗГ      | Није се пласирао   | Није се пласирао   | Није се пласирао   | Није се пласирао   | Није се пласирао |

### Гимнастика - трамполина
| Гимнастичарка | Дисциплина   | Квалификације | Квалификације | Финале | Финале |
| Гимнастичарка | Дисциплина   | Рез.          | Плас.         | Рез.   | Плас.  |
| ------------- | ------------ | ------------- | ------------- | ------ | ------ |
| Љуба Головина | Трамполина Ж | 101.740       | 6.            | 52.925 | 7.     |

## Дизање тегова
Грузија је у дизању тегова имала три квоте за мушка такмичења.
| Дизач             | Дисциплина     | Трзај | Трзај | Избачај | Избачај | Укупно | Плас. |
| Дизач             | Дисциплина     | Рез.  | Плас. | Рез.    | Плас.   | Укупно | Плас. |
| ----------------- | -------------- | ----- | ----- | ------- | ------- | ------ | ----- |
| Раули Цирекидзе   | - до 85 кг     | 162   | 10.   | 200     | =2.     | 362    | 9.    |
| Гиа Макваријани   | - до 105 кг    | 185   | 2.    | 220     | —       | —      | БП    |
| Иракли Турманидзе | - преко 105 кг | 201   | 4.    | 232     | 5.      | 433    | 5.    |

## Пливање
ФИНА је Грузији доделила једну специјалну позивницу за пливачка такмичења.
Мушкарци
| Пливач           | Дисциплина  | Квалификације | Квалификације | Полуфинале       | Полуфинале       | Финале           | Финале           |
| Пливач           | Дисциплина  | Рез.          | Плас.         | Рез.             | Плас.            | Рез.             | Плас.            |
| ---------------- | ----------- | ------------- | ------------- | ---------------- | ---------------- | ---------------- | ---------------- |
| Иракли Болквадзе | 200 м прсно | 2:15,86       | 28.           | Није се пласирао | Није се пласирао | Није се пласирао | Није се пласирао |

## Рвање
Рвачка репрезентација Грузије је са 13 рвача била најбројнији тим те земље на овим олимпијским играма. Уједно рвачи су били и најуспешнији јер су освојили чак 6 медаља.
Легенда:
- Т - победа/пораз тушем
- ТП - победа/пораз на техничке поене
- БТП - победа/пораз без техничких поена

Слободни стил за мушкарце
| Рвач                  | Категорија             | Квалификације         | 1. коло                  | Четвртфинале          | Полуфинале              | Репасаж 1          | Репасаж 2          | Финале                     | Финале |
| Рвач                  | Категорија             | Противник Резултат    | Противник Резултат       | Противник Резултат    | Противник Резултат      | Противник Резултат | Противник Резултат | Противник Резултат         | Плас.  |
| --------------------- | ---------------------- | --------------------- | ------------------------ | --------------------- | ----------------------- | ------------------ | ------------------ | -------------------------- | ------ |
| Владимир Хинчегашвили | - до 55 кг             | И. Фараг ПОБ 3–1 ТП   | Р. Великов ПОБ 3–1 ТП    | А. Кумар ПОБ 3–1 ТП   | Ш. Јумото ПОБ 3–1 ТП    |                    |                    | Џ. Отарсултанов ИЗГ 1–3 ТП |        |
| Малказ Зарква         | - до 60 кг             |                       | В. Федоришин ПОБ 3–0 БТП | К. Скот ИЗГ 0–5 Т     | Није се пласирао        | Није се пласирао   | Није се пласирао   | Није се пласирао           | 9.     |
| Отар Тушишвили        | - до 66 кг\|- до 66 кг |                       | И. Наврузов ИЗГ 1–3 ТП   | Није се пласирао      | Није се пласирао        | Није се пласирао   | Није се пласирао   | Није се пласирао           | 12.    |
| Давит Хутсвишвили     | - до 74 кг             | П. Онорбат ПОБ 3–1 ТП | А. Мидана ПОБ 3–1 ТП     | Д. Царгуш ИЗГ 0–3 БТП | Није се пласирао        | Није се пласирао   | Није се пласирао   | Није се пласирао           | 7.     |
| Дато Марсагишвили     | - до 84 кг             |                       | У. Оргодол ПОБ 3–1 ТП    | Х. Еспинал ИЗГ 1–3 ТП | Није се пласирао        |                    | Е. Дик ПОБ 5–0 ПОВ | С. Гацијев ПОБ 3–1 ТП      |        |
| Гиорги Гогшелидзе     | - до 96 кг             |                       | С. Емара ПОБ 5–0 ПОВ     | Н. Цебан ПОБ 3–0 ТП   | Џ. Варнер ИЗГ 0–3 БТП   |                    |                    | К. Курбанов ПОБ 3–1 ТП     |        |
| Давит Модзманашвили   | - до 120 кг            |                       | Џ. Руиз ПОБ 3–0 БТП      | Ш. Даулет ПОБ 3–0 БТП | Биљал Махов ПОБ 3–1 БТП |                    |                    | А. Тајмазов ИЗГ 0–3 БТП    |        |

Грчко-римски стил за мушкарце
| Рвач               | Категорија  | Квалификације         | 1. коло                    | Четвртфинале                 | Полуфинале               | Репасаж 1          | Репасаж 2              | Финале                 | Финале |
| Рвач               | Категорија  | Противник Резултат    | Противник Резултат         | Противник Резултат           | Противник Резултат       | Противник Резултат | Противник Резултат     | Противник Резултат     | Плас.  |
| ------------------ | ----------- | --------------------- | -------------------------- | ---------------------------- | ------------------------ | ------------------ | ---------------------- | ---------------------- | ------ |
| Реваз Лашки        | - до 60 кг  |                       | С. Абделмонеим ПОБ 3–0 БТП | З. Курамахомедов ПОБ 3–0 БТП | Х. Алијев ПОБ 3–1 ТП     |                    |                        | О. Нурузи ИЗГ 0–3 БТП  |        |
| Манучар Цхадаја    | - до 66 кг  |                       | П. Стребел ПОБ 3–0 БТП     | ел Харабли ПОБ 3–0 БТП       | Тамаш Лоринч ИЗГ 0–3 БТП |                    |                        | Ф. Стаблер ПОБ 3–0 БТП |        |
| Зураби Датунашвили | - до 74 кг  | Ј. Х. Ким ПОБ 3–0 БТП | Б. Провизор ПОБ 3–0 ТП     | Е. Ахмадов ИЗГ 1–3 ТП        | Није се пласирао         | Није се пласирао   | Није се пласирао       | Није се пласирао       | 7.     |
| Владимер Гагешидзе | - до 84 кг  |                       | С. Тахмасеби ПОБ 3–1 ТП    | В. Рачиба ПОБ 3–1 ТП         | А. Кугајев ИЗГ 0–3 ТП    |                    |                        | Д. Гаџијев ИЗГ 1–3 ТП  | 5.     |
| Сосо Џабидзе       | - до 96 кг  |                       | Е. Гури ИЗГ 1–3 БТП        | Ниј се пласирао              | Ниј се пласирао          | Ниј се пласирао    | Ниј се пласирао        | Ниј се пласирао        | 13.    |
| Гурам Ферселидзе   | - до 120 кг |                       | А. Ајуб ПОБ 3–0 БТП        | М. Лопез ИЗГ 0–3 БТП         | Није се пласирао         |                    | ел Трабели ПОБ 3–1 БТП | Р. Кајалп ИЗГ 0–3 БТП  | 5.     |

## Стреличарство
Жене
| Стреличарка     | Дисциплина       | Гађање за старт | Гађање за старт | 1. коло                 | 2. коло              | 3. коло            | Четвртфинале       | Полуфинале         | Финале             | Финале            |
| Стреличарка     | Дисциплина       | Рез.            | Нос.            | Резултат Противник      | Резултат Противник   | Резултат Противник | Резултат Противник | Резултат Противник | Резултат Противник | Плас.             |
| --------------- | ---------------- | --------------- | --------------- | ----------------------- | -------------------- | ------------------ | ------------------ | ------------------ | ------------------ | ----------------- |
| Кристина Есебва | Жене појединачно | 642             | 34.             | ван Ламоен (31) ПОБ 6:0 | С. Ј. Ли (2) ИЗГ 2:6 | Није се пласирала  | Није се пласирала  | Није се пласирала  | Није се пласирала  | Није се пласирала |

## Стрељаштво
Жене
| Стрелкиња       | Дисциплина     | Квалификације | Квалификације | Финале            | Финале            |
| Стрелкиња       | Дисциплина     | Пог.          | Плас.         | Пог.              | Плас.             |
| --------------- | -------------- | ------------- | ------------- | ----------------- | ----------------- |
| Нино Салуквадзе | МК пиштољ 25 м | 581           | 15.           | Није се пласирала | Није се пласирала |
| Нино Салуквадзе | В пиштољ 10 м  | 376           | 33.           | Није се пласирала | Није се пласирала |

## Тенис
| Тенисерка                   | Дисциплина       | 1. коло              | 2. коло                                                  | 3. коло             | Четвртфинале        | Полуфинале          | Финале              | Финале            |
| Тенисерка                   | Дисциплина       | Противница Резултат  | Противница Резултат                                      | Противница Резултат | Противница Резултат | Противница Резултат | Противница Резултат | Плас.             |
| --------------------------- | ---------------- | -------------------- | -------------------------------------------------------- | ------------------- | ------------------- | ------------------- | ------------------- | ----------------- |
| Ана Татишвили               | Жене појединачно | С. Вогт ПОБ 6:2, 6:0 | Н. Петрова ИЗГ 3:6, 7:6, 2:6                             | Није се пласирала   | Није се пласирала   | Није се пласирала   | Није се пласирала   | Није се пласирала |
| М. Чакнашвили Ана Татишвили | Жене парови      |                      | Словенија · А. Клепац · К. Среботник · ИЗГ 6:7, 6:3, 2:6 | Нису се пласирале   | Нису се пласирале   | Нису се пласирале   | Нису се пласирале   | Нису се пласирале |

## Џудо
Мушкарци
| Џудока               | категорија     | 1. коло                  | 2. коло                      | 3. коло                  | Четвртфинале          | Полуфинале               | Репасаж 1          | Репасаж 2          | Финале                   | Финале           |
| Џудока               | категорија     | Противник Резултат       | Противник Резултат           | Противник Резултат       | Противник Резултат    | Противник Резултат       | Противник Резултат | Противник Резултат | Противник Резултат       | Плас.            |
| -------------------- | -------------- | ------------------------ | ---------------------------- | ------------------------ | --------------------- | ------------------------ | ------------------ | ------------------ | ------------------------ | ---------------- |
| Беткили Шуквани      | – до 60 кг     | А. Дикенс ПОБ 0103–0000  | С. Милуз ИЗГ 0103–0000       | Није се пласирао         | Није се пласирао      | Није се пласирао         | Није се пласирао   | Није се пласирао   | Није се пласирао         | Није се пласирао |
| Лаша Шавдатуашвили   | – до 66 кг     |                          | А. Зуњига ПОБ 0101–0002      | Д. Ларос ПОБ 0100–0001   | К. Оутс ПОБ 0100–0000 | М. Ебинума ПОБ 0100–0000 |                    |                    | М. Унгвари ПОБ 0001–0000 |                  |
| Нугзар Таталашвили   | – до 73 кг     | К. Ч. Ванг ИЗГ 0000–0001 | Није се пласирао             | Није се пласирао         | Није се пласирао      | Није се пласирао         | Није се пласирао   | Није се пласирао   | Није се пласирао         | Није се пласирао |
| Автандил Тчрикишвили | – до 81 кг     |                          | Т. Маријановић ПОБ 0100–0001 | Т. Стивенс ИЗГ 0000–1000 | Није се пласирао      | Није се пласирао         | Није се пласирао   | Није се пласирао   | Није се пласирао         | Није се пласирао |
| Варлам Липартелијани | – до 90 кг     |                          | Д. Доласем ПОБ 0003–0101     | М. Ентони ИЗГ 0020–0101  | Није се пласирао      | Није се пласирао         | Није се пласирао   | Није се пласирао   | Није се пласирао         | Није се пласирао |
| Леван Жоржолијани    | – до 100 кг    |                          | Д. Брата ПОБ 0102–0013       | Е. Гасимов ИЗГ 0011–0002 | Није се пласирао      | Није се пласирао         | Није се пласирао   | Није се пласирао   | Није се пласирао         | Није се пласирао |
| Адам Окруашвили      | – преко 100 кг |                          | А. Телцер ИЗГ 0003–0201      | Није се пласирао         | Није се пласирао      | Није се пласирао         | Није се пласирао   | Није се пласирао   | Није се пласирао         | Није се пласирао |